# Campeonato Europeu de Atletismo em Pista Coberta de 2013 - 60 m com barreiras feminino
A prova dos 60 metros com barreiras feminino do Campeonato Europeu de Atletismo em Pista Coberta de 2013 foi disputada no dia 1 de março de 2013 no Scandinavium em Gotemburgo, Suécia.

## Recordes
Antes desta competição, os recordes mundiais e do campeonato nesta prova eram os seguintes:
|                       | Nome                  | Nacionalidade   | Tempo | Local     | Data                    |
| --------------------- | --------------------- | --------------- | ----- | --------- | ----------------------- |
| Recorde mundial       | Susanna Kallur        | Suécia          | 7s 68 | Karlsruhe | 10 de fevereiro de 2008 |
| Recorde do campeonato | Lyudmila Narozhilenko | União Soviética | 7s 74 | Glasgow   | 4 de março de 1990      |
| Recorde europeu       | Susanna Kallur        | Suécia          | 7s 68 | Karlsruhe | 10 de fevereiro de 2008 |

## Medalhistas
| Ouro              | Prata                | Bronze                |
| Alina Talay (BLR) | Veronica Borsi (ITA) | Derval O'Rourke (IRL) |

## Cronograma
Todos os horários são locais (UTC+2).
| Data       | Hora  | Evento    |
| ---------- | ----- | --------- |
| 1 de março | 11:30 | Bateria   |
| 1 de março | 18:20 | Semifinal |
| 1 de março | 19:55 | Final     |

## Resultados

### Bateria
Qualificação: 4 atletas de cada bateria  (Q) mais os  4 melhores qualificados (q).  
| Posição | Bateria | Atleta            | Nacionalidade | Tempo | Notas           |
| ------- | ------- | ----------------- | ------------- | ----- | --------------- |
| 1       | 1       | Nevin Yanıt       | Turquia       | 8.01  | Q               |
| 2       | 3       | Alina Talay       | Bielorrússia  | 8.02  | Q               |
| 3       | 1       | Derval O'Rourke   | Irlanda       | 8.05  | Q,              |
| 3       | 3       | Veronica Borsi    | Itália        | 8.05  | Q               |
| 5       | 2       | Yuliya Kondakova  | Rússia        | 8.07  | Q               |
| 6       | 2       | Lucie Škrobáková  | Chéquia       | 8.07  | Q               |
| 7       | 2       | Sara Aerts        | Bélgica       | 8.07  | Q               |
| 8       | 1       | Eline Berings     | Bélgica       | 8.08  | Q               |
| 9       | 1       | Marzia Caravelli  | Itália        | 8.09  | Q               |
| 9       | 2       | Micol Cattaneo    | Itália        | 8.09  | Q, =            |
| 11      | 3       | Svetlana Topilina | Rússia        | 8.10  | Q               |
| 12      | 3       | Sharona Bakker    | Países Baixos | 8.11  | Q               |
| 13      | 2       | Nadine Hildebrand | Alemanha      | 8.12  | q               |
| 14      | 2       | Nooralotta Neziri | Finlândia     | 8.13  | q               |
| 15      | 3       | Isabelle Pedersen | Noruega       | 8.18  | q,              |
| 16      | 2       | Hanna Platitsyna  | Ucrânia       | 8.20  | q               |
| 16      | 1       | Eva Vital         | Portugal      | 8.20  | Recorde pessoal |
| 18      | 3       | Noemi Zbären      | Suíça         | 8.21  | Recorde pessoal |
| 19      | 2       | Ivana Lončarek    | Croácia       | 8.22  | Recorde pessoal |
| 19      | 3       | Reïna-Flor Okori  | França        | 8.22  |                 |
| 21      | 1       | Elisa Leinonen    | Finlândia     | 8.23  |                 |
| 21      | 4       | Lotta Harala      | Finlândia     | 8.23  |                 |
| 23      | 1       | Marina Tomić      | Eslovênia     | 8.34  |                 |
| 24      | 1       | Alice Decaux      | França        | DSQ   |                 |

### Semifinal
Qualificação: classificaram-se  os 4 melhores de cada bateria (Q). 
| Posição | Bateria | Atleta            | Nacionalidade | Tempo | Notas                |
| ------- | ------- | ----------------- | ------------- | ----- | -------------------- |
| 1       | 2       | Nevin Yanıt       | Turquia       | 7.94  | Q,                   |
| 2       | 2       | Veronica Borsi    | Itália        | 7.96  | Q,                   |
| 3       | 2       | Eline Berings     | Bélgica       | 7.98  | Q                    |
| 4       | 1       | Yuliya Kondakova  | Rússia        | 8.00  | Q                    |
| 4       | 2       | Derval O'Rourke   | Irlanda       | 8.00  | Q,                   |
| 6       | 1       | Alina Talay       | Bielorrússia  | 8.02  | Q                    |
| 7       | 2       | Sharona Bakker    | Países Baixos | 8.05  | Recorde da temporada |
| 8       | 1       | Micol Cattaneo    | Itália        | 8.08  | Q,                   |
| 9       | 1       | Nooralotta Neziri | Finlândia     | 8.09  | Q                    |
| 10      | 1       | Lucie Škrobáková  | Chéquia       | 8.09  |                      |
| 11      | 2       | Nadine Hildebrand | Alemanha      | 8.11  |                      |
| 12      | 2       | Svetlana Topilina | Rússia        | 8.11  |                      |
| 13      | 1       | Marzia Caravelli  | Itália        | 8.12  |                      |
| 14      | 1       | Sara Aerts        | Bélgica       | 8.14  |                      |
| 15      | 2       | Hanna Platitsyna  | Ucrânia       | 8.16  | Recorde pessoal      |
| 16      | 1       | Isabelle Pedersen | Noruega       | 8.22  |                      |

### Final
A final foi realizada às 19:55 no dia 1 de março de 2013.  
| Posição           | Raia | Atleta            | Nacionalidade | Tempo | Notas                |
| ----------------- | ---- | ----------------- | ------------- | ----- | -------------------- |
| Medalha de ouro   | 5    | Alina Talay       | Bielorrússia  | 7.94  | =                    |
| Medalha de prata  | 4    | Veronica Borsi    | Itália        | 7.94  | Recorde nacional     |
| Medalha de bronze | 2    | Derval O'Rourke   | Irlanda       | 7.95  | Recorde da temporada |
| 4                 | 6    | Yuliya Kondakova  | Rússia        | 7.99  |                      |
| 5                 | 8    | Eline Berings     | Bélgica       | 8.08  |                      |
| 6                 | 7    | Micol Cattaneo    | Itália        | 8.11  |                      |
| 7                 | 1    | Nooralotta Neziri | Finlândia     | 8.19  |                      |
|                   | 3    | Nevin Yanit       | Turquia       | 7.89  | DSQ                  |

Legenda
| Recorde mundial       | Recorde mundial (World record)               |                       | Recorde africano                      | Recorde africano (African) |                                           | Q | Classificado por posição (Qualified) |
| Recorde do campeonato | Recorde do campeonato (Championship record)  | Recorde da América    | Recorde da América (Americas)         | q                          | Classificado por melhor tempo (Qualified) |   |                                      |
| Melhor marca do ano   | Melhor marca do ano (World leading)          | Recorde asiático      | Recorde asiático (Asian)              | DNS                        | Não largou (Did not start)                |   |                                      |
| Recorde nacional      | Recorde nacional (National record)           | Recorde europeu       | Recorde europeu (European)            | DNF                        | Não terminou (Did not finish)             |   |                                      |
| Recorde pessoal       | Recorde pessoal do atleta (Personal best)    | Recorde da Oceania    | Recorde da Oceania (Oceania)          | DSQ / DQ                   | Desclassificado (Disqualified)            |   |                                      |
| Recorde da temporada  | Recorde da temporada do atleta (Season best) | Recorde sul-americano | Recorde sul-americano (South America) | NM                         | Sem marca (No mark)                       |   |                                      |